# Bernhard Lichtenberg

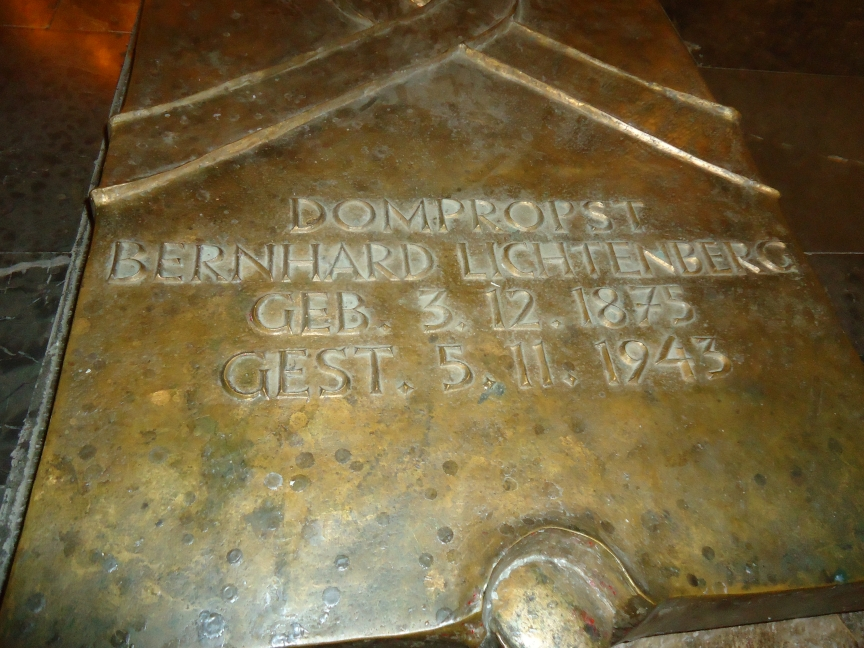
Graf van Bernhard Lichtenberg

Bernhard Lichtenberg (Ohlau/Oława, 3 december 1875 - Hof, 5 november 1943), was een Duits geestelijke en verzetsstrijder, geboren in de thans Poolse stad Oława (Silezië). 
Bernhard Lichtenberg studeerde theologie in Innsbruck en Breslau (het huidige Poolse Wrocław) en werd vervolgens in 1899 tot rooms-katholiek priester gewijd. Hij was werkzaam als kapelaan en later als pastoor in Berlijn. Van 1913 tot 1920 was gemeenteraadslid voor de Zentrumspartei in Charlottenburg (Berlijn). Als lid van een katholieke familie in een in meerderheid protestantse omgeving ten tijde van de Kulturkampf was het niet vreemd, dat Lichtenberg politiek actief werd. Evenmin verwondert zijn keuze voor de katholieke Centrumpartij, namens welke zijn oom Alfred Hubrich 25 jaar lang afgevaardigde in de Rijksdag was. 

## Loopbaan
Tijdens de Eerste Wereldoorlog (1914-1918) was Lichtenberg als aalmoezenier in het Duitse leger werkzaam. In 1926 nam hij deel aan het Eucharistisch Congres in Chicago (Verenigde Staten). In 1929 protesteerde hij bij president Paul von Hindenburg over de antiklerikale agitatie van de extreem-nationalistische Tannenbergbund van Erich Ludendorff. Nadien was hij adviseur van de bisschop. In 1931 riep hij op tot het zien van een anti-oorlogsfilm (Im Westen nichts Neues, naar het boek van Erich Maria Remarque). Hierna startte de NSDAP van Hitler een hetze tegen de pastoor. Hij werd in het blad "Der Angriff" van Joseph Goebbels fel aangevallen. 
Vanaf 1932 was Lichtenberg pastoor van de St. Hedwigskerk in Berlijn. Na de machtsovername van de nazi's in 1933 werd zijn huis regelmatig door de Gestapo doorzocht. Hij was bij voorbaat verdacht, omdat hij nooit een blad voor zijn mond nam. Zo diende Lichtenberg een protest in bij Hermann Göring, de Pruisische minister van Binnenlandse Zaken, nadat hij in 1935 door een lid van de SPD op de hoogte was gesteld van de toestanden in een concentratiekamp.
In 1938 maakte hij de Kristallnacht van dichtbij mee. De dag daarna riep hij in zijn kerk op te bidden voor Joden en niet-Arische christenen. Samen met de bisschoppen Konrad Graf von Preysing en Clemens August Graf von Galen ondersteunde hij sindsdien financieel de Joden die slachtoffer waren geworden van de Nazi-terreur. In 1941 protesteerde hij met andere katholieken tegen het euthanasieplan van de nazi's voor mensen met psychische aandoeningen en lichamelijk gehandicapten.

## Arrestatie
Gedurende het interbellum tussen de beide wereldoorlogen bleef Lichtenberg bij zijn afwijzende houding jegens het communisme en fascisme. Hij weigerde pertinent te buigen voor de nationaalsocialisten. Toen hij in 1935 schriftelijk protesteerde tegen mensenrechtenschendingen betreffende het kamp Esterwegen werden al twee procedures tegen hem begonnen, die vooreerst zonder afsluiting bleven liggen. Zijn protest in 1941 tegen het euthanasieprogramma gaf de doorslag voor zijn arrestatie. In 1942 werd Lichtenberg naar aanleiding van zijn "kansel-protest" tegen het regime gearresteerd en tot twee jaar gevangenisstraf veroordeeld. Hij belandde eerst in het tuchthuis in Berlijn-Tegel, daarna in het doorgangskamp Berlijn-Wuhlheide. Hoewel hij hier al ziek was, besloot men hem naar concentratiekamp Dachau te sturen. Omdat tijdens het transport naar Dachau zijn gezondheidstoestand kritiek werd, bracht men hem naar het ziekenhuis in het Beierse Hof, dat op de route van de treinreis lag. Hier overleed hij op 5 november 1943. Vlak voor zijn dood bad hij hardop de kruisweg van Christus en putte hij kracht uit het gebed. 
In 1965 werd hij bijgezet in de crypte van de Sint-Hedwigskathedraal in Berlijn. Bernhard Lichtenberg werd op 23 juni 1996 door Paus Johannes Paulus II zalig verklaard. Zijn gedachtenis valt op 5 november.